# El ángel azul
Der blaue Engel, conocida en Estados Unidos como The Blue Angel y en España como El ángel azul, es una tragicomedia de 1930 dirigida por Josef von Sternberg y protagonizada por Emil Jannings, Marlene Dietrich y Kurt Gerron. El largometraje, escrito por Carl Zuckmayer, Karl Vollmöller y Robert Liebmann (con la colaboración sin acreditar de Sternberg), está basado en la novela de 1905 El profesor Unrat, escrita por Heinrich Mann.
Ambientada en la República de Weimar, la película presenta la trágica transformación de un prestigioso profesor en un payaso de cabaret sumido en la locura. El filme destaca por ser el primer largometraje en lengua alemana, y la cinta que catapultó a Marlene Dietrich al estrellato internacional. Sumado a esto, la película presenta la canción insignia de Dietrich, «Ich bin von Kopf bis Fuß auf Liebe eingestellt», obra de Friedrich Hollaender y Robert Liebmann, considerada un clásico del cine alemán.
El filme fue rodado simultáneamente en alemán e inglés, aunque la versión en lengua inglesa se consideró perdida durante años hasta que se descubrió una copia en un archivo cinematográfico alemán. Según el crítico Leonard Maltin, la versión alemana es superior a la inglesa, presentando una duración mayor y la ausencia de los inconvenientes causados por el acento alemán de los actores al momento de pronunciar sus diálogos en inglés.

## Sinopsis
Immanuel Rath (Emil Jannings) es el prestigioso profesor de un liceo. Tras descubrir que sus alumnos son asiduos del popular cabaret El ángel azul, donde trabaja una hermosa cantante llamada Lola Lola (Marlene Dietrich), Rath decide ir allí para reprenderlos, pero por accidente acaba conociendo a la exuberante mujer. La atracción que Rath siente en un principio por Lola terminará convirtiéndose en obsesión, lo que provocará su descenso a la locura y la ruina de su impecable carrera y su intachable moral.

## Reparto
- Emil Jannings - Immanuel Rath
- Marlene Dietrich - Lola Lola
- Kurt Gerron - Kiepert, el mago
- Rosa Valetti - Guste, esposa de Kiepert
- Hans Albers - Mazeppa, el forzudo
- Reinhold Bernt - Payaso
- Eduard von Winterstein - Director del liceo
- Hans Roth - Conserje del liceo
- Rolf Müller - Alumno Angst
- Roland Varno - Alumno Lohmann
- Carl Balhaus - Alumno Ertzum
- Robert Klein-Lörk - Alumno Goldstaub
- Charles Puffy - Posadero
- Wilhelm Diegelmann - Capitán
- Gerhard Bienert - Policía
- Ilse Fürstenberg - Sirvienta de Rath
- Die Weintraub Syncopators - Orquesta
- Friedrich Hollaender - Pianista
- Wolfgang Staudte - Alumno

## Producción

### Contexto
Para 1929, Sternberg había completado varias películas para Paramount Pictures, ninguna de las cuales tuvo éxito en taquilla. Por fortuna para el director, el estudio hermano de Paramount en Alemania, Universum Film AG (UFA), le ofreció la oportunidad de dirigir a Emil Jannings en su primer filme sonoro. Jannings había ganado un Óscar por el largometraje The Last Command (1928), dirigido por Sternberg, y había solicitado especialmente la intervención del director en Der blaue Engel pese al «temprano choque de temperamentos» en el set de rodaje. Pese a que esta película y Morocco, ambas de 1930, son a menudo citadas como sus primeras películas sonoras, Sternberg ya había dirigido «un experimento sorprendente» con técnicas de sonido asincrónico en la cinta de 1929 Thunderbolt.

### Lola Lola

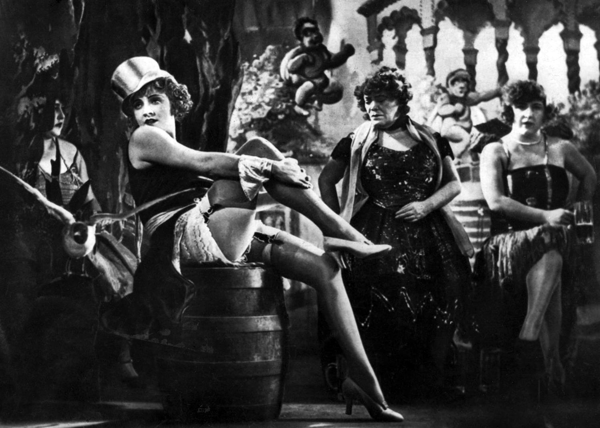
Marlene Dietrich en una imagen promocional de la película. Su postura reclinada con una pierna levantada fue elegida tras haberse probado y descartado otras doce posturas.

Varias actrices destacadas fueron consideradas para interpretar a Lola Lola, como Gloria Swanson, Phyllis Haver, Louise Brooks, Lya De Putti y Lotte Lenya. La cantante Lucie Mannheim fue considerada para el papel de Lola por Erich Pommer, productor de la UFA, contando a su vez con el apoyo de Jannings, quien por otro lado también promovió a la actriz Maly Delschaft para el papel, si bien Sternberg rechazó a Mannheim por no ser lo suficientemente glamurosa para una superproducción, descartando también a la actriz y novia de Heinrich Mann Trude Hesterberg. Por otro lado, Brigitte Helm, considerada seriamente por el propio Sternberg, no estaba en aquel entonces disponible, ofreciendo Pommer y el director 25 000 marcos alemanes a la actriz de cine y teatro Käthe Haack para que encarnase al personaje.
Citando las memorias de Sternberg, publicadas en 1966, el biógrafo Herman G. Weinberg afirma que el director vio por vez primera a Marlene Dietrich, de 29 años en aquel entonces, en una revista musical llamada Zwei Krawatten (Dos corbatas), producida por el dramaturgo Georg Kaiser. El historiador cinematográfico John Baxter corrige a su vez esta afirmación, declarando que Sternberg asistió al espectáculo después de haber escogido a Dietrich para interpretar a Lola. Baxter cita la versión de John Kahan en torno al «descubrimiento» de Sternberg:

Un día, Liebmann, Pommer y yo mismo estábamos discutiendo ciertas cosas, cuando de pronto de la recepción vino un hombre y dijo, «Hay una joven. Tiene una carta del Dr. Vollmoeller para Mr. Pommer». Vollmoeller, un rico fabricante textil, había dado a Marlene una carta de presentación pidiendo a Pommer darle algún pequeño papel en la película. Y cuando Marlene entró por la puerta, Sternberg saltó y dijo «¡Erich, esta es Lola!». Él la olió, instintivamente: así es como su mente trabajaba. Y Pommer dijo, «Pero Jo, ¿qué hay del contrato con Käthe Haack? Podría demandar» «Habla con ella, págale» dijo Sternberg. «Se reembolsará». Así que Pommer llamó a Käthe Haack, quien era una chica muy agradable y decente. No demandó, renunció y aceptó su tarifa.

No obstante, el propio Sternberg afirma en su autobiografía que Dietrich se presentó a la prueba de cámara para la película con un semblante aburrido y apagado, convencida de que no conseguiría el papel, siendo contratada de inmediato debido a que ese semblante era lo que el director quería para el personaje. Esta prueba de cámara, la cual se conserva en la actualidad, muestra a Dietrich cantando en inglés la canción «You're the Cream In My Coffee» a la vez que finge reprender al pianista que la acompaña, interpretado por Friedrich Hollaender. Finalmente, la actriz sube al piano, se levanta la falda para mostrar las piernas, y canta, en alemán, la canción «Why Cry», de Peter Kreuder, quien supervisó los arreglos orquestales del filme. Previamente, Sternberg había pedido a todas las aspirantes llevar preparada una «canción pícara» para interpretarla durante las audiciones; Dietrich ignoró esta petición y se presentó a la audición sin una canción y sin estar preparada para cantar.
John Kahan describió a Dietrich como «una actriz de segunda categoría» antes de la intervención de Sternberg, comentando Baxter «la torpe forma de su nariz [lo que hace necesario ocultar con una iluminación especial] y su presencia en el escenario... "bovina y sin encanto"». El director empezó a prepararla de inmediato para «la mujer que vio que podía ser» pese a sus defectos. La película, en gran parte un musical, requirió que Dietrich, quien «no tenía del todo una voz para cantar», aprendiese a vocalizar, contratándose para ello a un preparador y adaptándose a su vez las canciones al registro de la actriz. Por otro lado, Dietrich aprendió sus diálogos para la versión en lengua inglesa recitándolos. Respecto al vestuario del personaje, los atuendos, caracterizados por medias, tacones altos y sombreros de copa, estuvieron influenciados en gran medida por los dibujos del artista belga Félicien Rops.
El crítico Andrew Sarris destaca la ironía de la singular relación entre la actriz y el director: «Josef von Sternberg está a veces demasiado subordinado al misterio de Marlene Dietrich... la publicidad de Svengali que envolvió a The Blue Angel – y a otras seis colaboraciones fílmicas Sternberg-Dietrich – oscureció los méritos más significativos no solo de estos particulares trabajos, si no de la carrera de Sternberg en general».

### Desarrollo
Tras llegar a los estudios de la UFA en Berlín, Sternberg declinó la oferta de dirigir una película sobre Rasputin, el consejero espiritual de la familia del zar Nicolás II de Rusia; el director se mostró interesado en su lugar por una historia del reformista socialista Heinrich Mann titulada El Profesor Unrat, en la cual se realiza una crítica de «la falsa moralidad y la corrupción de los valores de la clase media alemana», aceptando adaptarla a la gran pantalla y pagando a Mann $8000 por los derechos de la novela.
La narrativa de la historia de Mann fue abandonada en gran medida por Sternberg (con el consentimiento del autor), manteniendo únicamente las escenas en las que se describía un idilio entre un profesor de alta moral y rectitud y una promiscua cantante de cabaret. Durante el rodaje, Sternberg alteró diálogos, añadió escenas y modificó las caracterizaciones de los personajes, lo cual «dio al guion una dimensión completamente nueva» (la transformación de la obsesión sexual del profesor en ira y locura fue enteramente invención del director).
Con el fin de maximizar la rentabilidad de la película, Der blaue Engel fue filmada tanto en alemán como en inglés, siendo ambas versiones rodadas simultáneamente para mayor eficiencia. La filmación duró once semanas, del 4 de noviembre de 1929 al 22 de enero de 1930, con un presupuesto estimado de $500 000, una cantidad considerablemente elevada para la UFA en aquel entonces. Durante el rodaje, Jannings fue testigo de la cercanía entre Sternberg y Dietrich así como del cuidado que el director tomó en presentarla, lo que desató los celos del actor, quien llegó a amenazar con abandonar la producción (Der blaue Engel terminaría siendo el último éxito de Jannings así como uno de los últimos éxitos de la UFA). El historiador cinematográfico Andrew Sarris comentó acerca de este hecho:

La última ironía trágica de The Blue Angel tiene un doble filo de alguna manera que Sternberg no podía haber anticipado cuando emprendió el proyecto. El ascenso de Lola Lola y la caída del profesor Immanuel Rath en la película es paralelo en la vida real al ascenso de Marlene Dietrich y la caída de Emil Jannings...

La cercanía entre la actriz y el director terminaría por desembocar en un sonado y escandaloso romance que pondría fin al matrimonio de Sternberg con Riza Royce.

### Banda Sonora

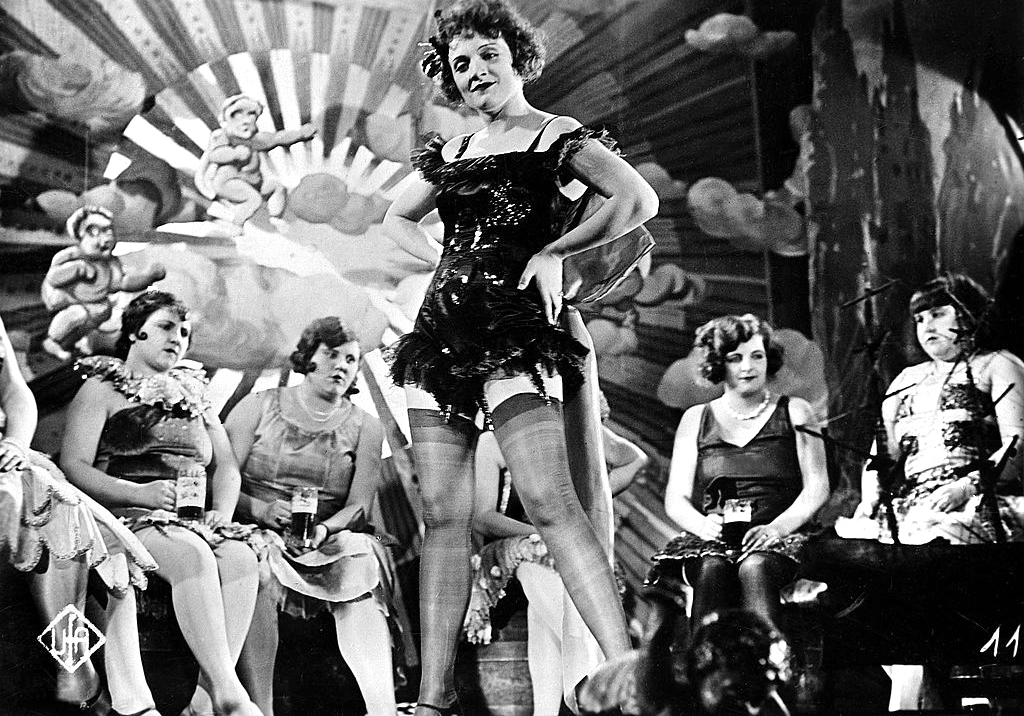
Marlene Dietrich rodeada de coristas en una imagen promocional de la película.

- «Ich bin von Kopf bis Fuß auf Liebe eingestellt» («Falling in Love Again (Can't Help It)»)
  - música y letra de Friedrich Hollaender; cantada por Marlene Dietrich
- «Ich bin die fesche Lola» («They Call Me Naughty Lola»)
  - música de Friedrich Hollaender; letra de Robert Liebmann; cantada por Marlene Dietrich
- «Nimm Dich in Acht vor blonden Frau'n» («Those Charming Alarming Blond Women»)
  - música de Friedrich Hollaender; letra de Richard Rillo; cantada por Marlene Dietrich
- «Kinder, heut' abend, da such' ich mir was aus» («A Man, Just a Regular Man»)
  - música de Friedrich Hollaender; letra de Robert Liebmann;[26] cantada por Marlene Dietrich
- «Ein Mädchen oder Weibchen wünscht Papageno sich!» («A Girl or a Little Wife, Wishes Papageno»)
  - obra de Wolfgang Amadeus Mozart, de la ópera La flauta mágica

## Estreno
La première de Der blaue Engel estaba programada para el 1 de abril de 1930, pero el propietario de la UFA Alfred Hugenberg, disconforme con la asociación del socialista Mann con la película, impidió su estreno. Pommer defendió el filme, mientras que Mann emitió una declaración en la cual alejaba su crítica antiburguesa del retrato más comprensivo de Sternberg del profesor Rath. Sternberg, quien se declaró apolítico, había abandonado Francia en el mes de febrero, poco antes de que el largometraje estuviese terminado y empezase el conflicto. Hugenberg cedió finalmente por motivos económicos, aún convencido de que el director había ocultado en la película «una parodia de la burguesía alemana».
El filme demostró ser «un éxito internacional instantáneo». Dietrich, por insistencia de Sternberg, fue llevada a Hollywood bajo contrato con la Paramount, donde ambos filmarían y estrenarían Morocco en 1930, antes de Der blaue Engel, la cual se estrenaría en Estados Unidos en 1931.

## Análisis

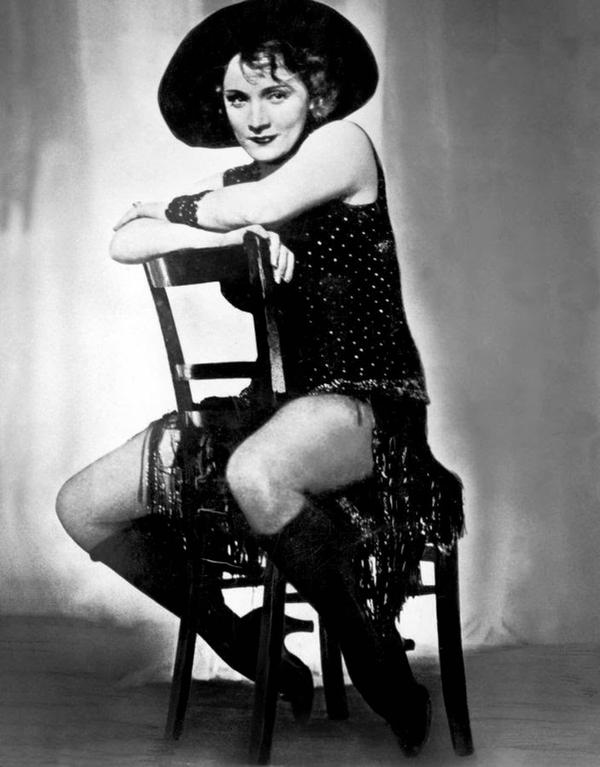
Marlene Dietrich en una imagen promocional de la película publicada en la revista National Board of Review Magazine: «A horcajadas en una silla... imperiosamente, magistralmente, totalmente al compás de los hombres en la audiencia».

Según el crítico Michael Aubriant en el diario France-Soir en enero de 1966:

Somos víctimas probablemente de una ilusión [como el personaje de Dietrich Lola Lola]... la Marlene que descubrimos es la candidez personificada; una pequeña actriz de buen corazón, un poco demasiado romántica, tal vez, halagada por la atención de un pedante lo bastante viejo para ser su papá, arrastrándolo durante cuatro años como una bola y una cadena... no hay rastro de malicia. Ella prefiere este patán a sus mequetrefes dorados. Por supuesto ella termina poniéndole los cuernos, pero casi contra su propia voluntad. El idiota muere por ello. ¡Buen viaje!

Der blaue Engel, aparentemente una historia sobre la caída de un respetable académico de mediana edad a causa de la belleza de una cantante de cabaret, es la película de Sternberg «más brutal y menos humorística». La dureza de la narrativa «trasciende el género trivial de hombre burgués corrompido por mujer bohemia» mientras que la complejidad del desarrollo del personaje de Sternberg rechaza «el viejo estereotipo de la seductora», quien despiadadamente le pone los cuernos a su hombre.
El historiador cinematográfico Andrew Sarris destaca la «compleja interacción» entre Lola y el profesor:

The Blue Angel logró sus efectos más electrizantes a través de una cuidada clasificación y construcción. Cuando Dietrich canta «Falling in Love Again» por primera vez, el estilo es juguetón, coqueto, y tímidamente seductor. La interpretación final es más dura, fría, e implacable. La diferencia en el estilo no está relacionada con el viejo estereotipo de la seductora mostrando finalmente sus verdaderos colores, sino más bien con un desarrollo psicológico de la Lola de Dietrich de mera pasividad sexual a un fatalismo más enérgico sobre la naturaleza de sus deseos. El primer instinto de Lola es aceptar la protección paternal del profesor y el último es afirmar sus instintos naturales, no como resursos coquetos sino como los mismos términos por los cuales ella expresa su existencia. Así, como el profesor ha sido derrotado por la belleza de Lola, Lola ha sido ennoblecida por los celos del profesor...

John Baxter señala por su parte la secuencia clave que revela «la dignidad trágica» de la caída de Rath:

«[L]a tragedia de Immanuel Rath no fue que perdiese la cabeza por una mujer, sino que no pudo conciliar la pérdida de poder con la adquisición de libertad». Cuando Rath es forzado a renunciar a «su autoridad [sobre] sus alumnos, se hunde en una apatía enajenada... el fracaso de Rath por comprender la oportunidad abierta ante él... es retratada en términos de su creciente silencio, a medida que se hunde más y más hoscamente disfrazado de ridículo, irónicamente llamado payaso... al final, el maestro de lengua autoritario es desprovisto de discurso articulado» estallando finalmente en un «gallo paraoxísmico» cuando descubre que Lola le ha puesto los cuernos.

Cuando Rath, lleno de ira, entra en la habitación donde su esposa, Lola, está haciendo el amor con el forzudo del cabaret, Mazeppa, Sternberg declina mostrarnos a Rath (ahora loco) en el momento en que es sometido por las autoridades y colocado en una camisa de fuerza. Sternberg recompensa al degradado profesor Rath por haber «logrado un momento de belleza masculina [al] cantar como un gallo enloquecido» para decepción de Lola: «Sternberg no rebajará ese momento degradando a un hombre que ha sido vencido». Sternberg presenta «el espectáculo de un hombre prudente, mojigato, bloqueado por todos los medios de mostrar su virilidad excepto el más animal». La pérdida de Lola deja a Rath una única alternativa: la muerte.